# Orlando Solar Bears (IHL)
Die Orlando Solar Bears (IPA: [ɔrˈlændoʊ 'səʊlə(r) bɛɚs]) waren ein US-amerikanisches Eishockeyfranchise der International Hockey League in Orlando im Bundesstaat Florida. Es wurde im Jahr 1994 gegründet und nahm zu Beginn der Saison 1995/96 den Spielbetrieb auf. Die Teamfarben waren Lila, Türkis, Orange und Weiß.
Die Solar Bears trugen ihre Heimspiele in der Orlando Arena aus und waren eines der letzten gegründeten Franchises der Liga – nur die Grand Rapids Griffins und San Francisco Spiders wurden später oder im selben Jahr gegründet. Während der sechs Jahre ihres Bestehens waren die Orlando Solar Bears eines der erfolgreichsten Teams dieser Zeit. Nach Finalniederlagen in ihrer ersten Saison sowie im Spieljahr 1998/99 gewannen sie in der Spielzeit 2000/01 – der letzten IHL-Saison überhaupt – den Turner Cup.

## Geschichte
Die Orlando Solar Bears wurden 1994 als Franchise der International Hockey League gegründet. Der Besitzer des Klubs war die DeVos-Familie, denen auch die Grand Rapids Griffins aus der American Hockey League und die Orlando Magic aus der National Basketball Association gehören. Bereits in ihrer ersten Saison 1995/96 erreichten die Solar Bears das Play-off-Finale, welches allerdings mit 0:4-Niederlagen gegen die Utah Grizzlies verloren ging. Einer der herausragenden Spieler war der Kanadier Craig Fisher, der in dieser Spielzeit – unterstützt durch Mark Beaufait, Dave Barr und Todd Richards – 130 Scorerpunkte erzielte.
Am Ende der Spielzeit 1998/99 erreichte der Klub erneut das Finale und konnte es – wie bereits 1996 – nicht gewinnen. Nachdem die Solar Bears 1996 gesweept worden waren, ging die Serie diesmal über die vollen sieben Spiele und war somit ausgeglichener. Die entscheidende siebte Partie gegen die Houston Aeros konnte die Mannschaft nicht gewinnen und scheiterte somit zum zweiten Mal im Finale um den Turner Cup. In der Runde zuvor hatte sich Orlando gegen den Erzrivalen Detroit Vipers mit 4:3-Siegen durchgesetzt, nachdem sie bereits 0:3 nach Spielen in Rückstand gelegen hatten. Das siebte Spiel entschieden die Solar Bears in der Overtime. In der 56-jährigen Geschichte der IHL war es der einzige Seriensieg überhaupt nach einem derartigen Rückstand nach drei Partien.
In der Saison 2000/01 holten die Solar Bears 101 Punkte und belegten somit den zweiten Platz der East Division. Dieser berechtigte den Klub, an den Play-offs teilzunehmen. Dort erreichten die Solar Bears das Finale, welches mit 4:1-Siegen gegen die Chicago Wolves gewonnen wurde. Die Orlando Solar Bears holten damit zum ersten Mal in ihrer Vereinsgeschichte den Turner Cup, die Meisterschaft der IHL. Da die Liga im Sommer 2001 aufgelöst wurde, war der Klub zudem das letzte Team, das sich im Play-off-Finale durchsetzen konnte. Norm Maracle, der damalige Torwart der Solar Bears, spielte während der Saison acht Mal ohne Gegentor und wurde am Saisonende von der Liga mit der James Gatschene Memorial Trophy als bester Spieler der Spielzeit ausgezeichnet. Nach der Saison 2000/01 wurden die Orlando Solar Bears aufgelöst.
Trotz ihrer Erfolge entschied sich die DeVos-Familie gegen den Eintritt der Solar Bears in die American Hockey League zur Saison 2001/02. Die Besitzer, die nur ein Team in die AHL bringen durften, wählten die ebenfalls in ihrem Besitz befindlichen Grand Rapids Griffins als einer der insgesamt sechs Teams aus. Die Griffins, obwohl sie den Erfolgen Orlandos deutlich nachstanden, hatten im erheblich bessere Zahlen erwirtschaftet. Der Großteil des Meisterkaders der Saison 2000/01 spielte im Folgejahr für die Chicago Wolves in der AHL, die ab 2001 als Farmteam der Atlanta Thrashers aus der National Hockey League dienten, nachdem die Solar Bears diese Funktion seit 1999 ausgeführt hatten. Die Wolves errangen 2002 den Calder Cup, den Meistertitel der AHL.
Ab der Saison 2012/13 wird es nach elfjähriger Pause wieder ein Franchise dieses Namens in der ECHL geben, das aber lediglich denselben Beinamen trägt und sonst in keinerlei Verbindung mit den Solar Bears steht.

## Erfolge und Ehrungen

### Sportliche Erfolge
| Turner Cup                          |         |
| Saison                              |         |
| 2000/01                             |         |
| Eastern Conference Champions Trophy |         |
| Saison                              |         |
| 1995/96, 1998/99, 2000/01           |         |
| Division Championships              | Saison  |
| Central Division                    | 1995/96 |

### Saisonstatistik
Abkürzungen: GP = Spiele, W = Siege, L = Niederlagen, T = Unentschieden, OTL = Niederlagen nach Overtime, Pts = Punkte, GF = Erzielte Tore, GA = Gegentore, PIM = Strafminuten
| Saison  | GP  | W   | L   | T | OTL | Pts | GF   | GA   | Platz         | Playoffs |
| 1995/96 | 82  | 52  | 24  | 6 | —   | 110 | 352  | 307  | 1., Central   | Sieg im Conference-Viertelfinale, 3:2 (Fort Wayne) Sieg im Conference-Halbfinale, 4:3 (Detroit) Sieg im Conference-Finale, 4:3 (Cincinnati) Niederlage im Turner-Cup-Finale, 0:4 (Utah) |
| 1996/97 | 82  | 53  | 24  | — | 5   | 111 | 305  | 232  | 2., North     | Sieg im Conference-Viertelfinale, 3:2 (Grand Rapids) Niederlage im Conference-Halbfinale, 1:4 (Cleveland)                                                                               |
| 1997/98 | 82  | 42  | 30  | — | 10  | 94  | 258  | 251  | 2., Northeast | Sieg im Conference-Viertelfinale, 3:2 (Indianapolis) Sieg im Conference-Halbfinale, 4:2 (Cleveland) Niederlage im Conference-Finale, 2:4 (Detroit)                                      |
| 1998/99 | 82  | 45  | 33  | — | 4   | 94  | 264  | 253  | 2., Northeast | Sieg im Conference-Halbfinale, 3:0 (Michigan) Sieg im Conference-Finale, 4:3 (Detroit) Niederlage im Turner-Cup-Finale, 3:4 (Houston)                                                   |
| 1999/00 | 82  | 47  | 23  | — | 12  | 106 | 250  | 202  | 2., East      | Niederlage im Conference-Halbfinale, 2:4 (Cincinnati) |
| 2000/01 | 82  | 47  | 28  | — | 7   | 101 | 241  | 193  | 2., East      | Sieg im Conference-Halbfinale, 4:1 (Cincinnati) Sieg im Conference-Finale, 4:2 (Grand Rapids) Sieg im Turner-Cup-Finale, 4:1 (Chicago)                                                  |
| Gesamt  | 492 | 286 | 162 | 6 | 38  | 616 | 1670 | 1438 |               | 6 Playoff-Teilnahmen 16 Serien: 11 Siege, 5 Niederlagen 89 Spiele: 48 Siege, 41 Niederlagen                                                                                             |

### IHL Awards und All-Star-Team-Nominierungen
| Auszeichnung                     | Name             | Saison  |
| Commissioner’s Trophy            | Peter Horachek   | 2000/01 |
| Garry F. Longman Memorial Trophy | Brian Pothier    | 2000/01 |
| James Gatschene Memorial Trophy  | Norm Maracle     | 2000/01 |
| James Norris Memorial Trophy     | Scott Fankhouser | 2000/01 |
| James Norris Memorial Trophy     | Norm Maracle     | 2000/01 |
| John Cullen Award                | Kevin Smyth      | 1996/97 |
| Ken McKenzie Trophy              | Brian Felsner    | 1996/97 |
| Ken McKenzie Trophy              | Eric Nickulas    | 1997/98 |
| Ken McKenzie Trophy              | Brian Pothier    | 2000/01 |
| Norman R. „Bud“ Poile Trophy     | Norm Maracle     | 2000/01 |
| First All-Star Team              | Todd Richards    | 1995/96 |
| First All-Star Team              | Craig Fisher     | 1995/96 |
| First All-Star Team              | Norm Maracle     | 2000/01 |
| First All-Star Team              | Curtis Murphy    | 2000/01 |
| Second All-Star Team             | Mark Beaufait    | 1996/97 |

### Franchiserekorde

#### Karriere

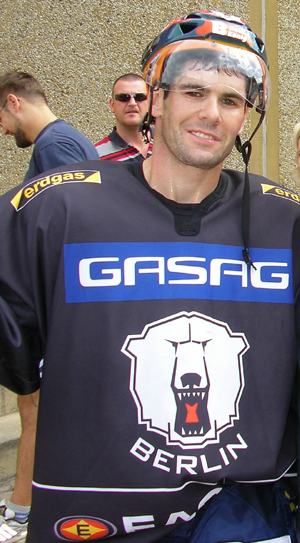
Mark Beaufait erzielte zahlreiche Franchise-Rekorde der Solar Bears

|                     | Name          | Anzahl                        |
| ------------------- | ------------- | ----------------------------- |
| Meiste Spiele       | Mark Beaufait | 436 (in 6 Spielzeiten)        |
| Meiste Tore         | Mark Beaufait | 159                           |
| Meiste Vorlagen     | Mark Beaufait | 340                           |
| Meiste Punkte       | Mark Beaufait | 499 (159 Tore + 340 Vorlagen) |
| Meiste Strafminuten | Barry Dreger  | 1406                          |
| Meiste Shutouts     | Norm Maracle  | 8                             |

#### Saison
|                               | Name          | Anzahl                      | Saison  |
| ----------------------------- | ------------- | --------------------------- | ------- |
| Meiste Tore                   | Craig Fisher  | 74                          | 1995/96 |
| Meiste Vorlagen               | Mark Beaufait | 79                          | 1995/96 |
| Meiste Punkte                 | Craig Fisher  | 130 (74 Tore + 56 Vorlagen) | 1995/96 |
| Meiste Punkte als Rookie      | Brian Felsner | 70 (29 Tore + 41 Vorlagen)  | 1996/97 |
| Meiste Punkte als Verteidiger | Todd Richards | 73 (19 Tore + 54 Vorlagen)  | 1995/96 |
| Meiste Strafminuten           | Barry Dreger  | 387                         | 1996/97 |
| Meiste Siege als Torhüter     | Norm Maracle  | 33                          | 2000/01 |
| Meiste Shutouts               | Norm Maracle  | 8                           | 2000/01 |

## Trainer
Abkürzungen: GC = Spiele, W = Siege, L = Niederlagen, T = Unentschieden, 
OTL = Niederlagen nach Overtime, Pts = Punkte, Win % = Siegquote
| Name           | Saison          | Reguläre Saison | Reguläre Saison | Reguläre Saison | Reguläre Saison | Reguläre Saison | Reguläre Saison | Reguläre Saison | Playoffs | Playoffs | Playoffs |
| Name           | Saison          | GC              | W               | L               | T               | OTL             | Pts             | Win %           | GC       | W        | L        |
| Curt Fraser    | 1995/96–1998/99 | 328             | 192             | 111             | 6               | 19              | 409             | .623            | 67       | 34       | 33       |
| Peter Horachek | 1999/00–2000/01 | 164             | 94              | 51              | —               | 19              | 207             | .631            | 22       | 14       | 8        |

Die von den Orlando Solar Bears beschäftigten Trainer waren der US-Amerikaner Curt Fraser und der Kanadier Peter Horachek.
Fraser wurde im Sommer 1995 verpflichtet, nachdem er zuvor ein Jahr die Syracuse Crunch in der American Hockey League betreut hatte und davor für Milwaukee Admirals in der International Hockey League tätig gewesen war. Mit 52 Siegen in 82 Spielen waren die Solar Bears unter Fraser gleich in ihrem ersten Jahr das drittbeste Team der regulären Saison und scheiterten in den Play-offs erst im Finale. Im Jahr darauf konnten sie das Saisonergebnis sogar um einen weiteren Sieg steigern. In der Saison 1997/98 waren sie im Grunddurchgang schwächer als in den Vorjahren, zogen aber bis ins Halbfinale der Play-offs ein. Ein Jahr später erreichten sie bereits zum zweiten Mal in ihrer vierjährigen Geschichte das Finale, aber scheiterten erneut. Mit über 60 Prozent an gewonnenen Spielen in der regulären Saison arbeitete Fraser überaus erfolgreich mit dem Team, lediglich der Gewinn der Meisterschaft blieb aus.
Nach vier Jahren unter Fraser beerbte sein bisheriger Assistent Peter Horachek den US-Amerikaner im Sommer 1999. Horachek führte die Arbeit seines Vorgängers erfolgreich fort und erreichte mit dem Team mit 106 Punkten das beste Ergebnis seit drei Jahren. Jedoch schied er in den Play-offs der Saison 1999/2000 bereits in der ersten Runde aus. In der Folgespielzeit bestätigte Orlando mit 101 Punkten das Vorjahresergebnis. In den Play-offs gelang schließlich der Gewinn des Turner Cup. Im Verlauf der Play-offs verlor die Mannschaft nur vier von 16 Spielen. Horachek gewann in den zwei Jahren seiner Amtszeit deutlich über 60 Prozent seiner Spiele.

## General Manager
| Name          | Saison          |
| Don Waddell   | 1995/96–1996/97 |
| John Weisbrod | 1997/98–2000/01 |

In ihrer sechsjährigen Franchise-Geschichte beschäftigten die Orlando Solar Bears lediglich zwei General Manager. Vor der Premierensaison verpflichtete die Besitzergruppe Don Waddell, der davor bei den San Diego Gulls und Flint Spirits in der International Hockey League tätig gewesen war. Waddell bekleidete das Amt des General Managers insgesamt zwei Spielzeiten lang bis zum Sommer 1997. Daraufhin wechselte er in die Organisation der Detroit Red Wings, wo er als Assistenz-General-Manager.
Sein Nachfolger wurde John Weisbrod, der zuvor als General Manager bei den Albany River Rats gearbeitet hatte. Während seiner vierjährigen Amtszeit in Orlando war das Team sehr erfolgreich und gewann mit dem Team in der Saison 2000//01 den Turner Cup.

## Bekannte Spieler
- Dave Barr
- Mark Beaufait
- Allan Bester
- Jason Blake
- Hugo Boisvert
- Jason Botterill
- Zac Boyer
- Wade Brookbank
- Jeff Buchanan
- Brett Clark
- Sylvain Cloutier
- Frédéric Deschênes
- Kelly Fairchild
- David Gove
- Mike Hartman
- Darcy Hordichuk
- Jody Hull
- Andreas Karlsson
- Scott Langkow
- Kirby Law
- Norm Maracle
- Hubie McDonough
- Tyler Moss
- Rumun Ndur
- Grigorijs Panteļejevs
- Brian Pothier
- Todd Richards
- Yves Sarault
- Corey Schwab
- Ben Simon
- Dan Snyder
- Brad Tapper
- Herberts Vasiļjevs
- Jean-Pierre Vigier